# Paratrechina vitiensis
Paratrechina vitiensis är en myrart som först beskrevs av Mann 1921.  Paratrechina vitiensis ingår i släktet Paratrechina och familjen myror. Inga underarter finns listade i Catalogue of Life.